# Simon Birmingham
Simon John Birmingham (ur. 14 czerwca 1974 w Adelaide) – australijski polityk, członek Liberalnej Partii Australii (LPA). Od 2007 senator ze stanu Australia Południowa. Od września 2015 do maja 2022 członek federalnego rządu Australii.

## Życiorys

### Kariera zawodowa
Jest absolwentem University of Adelaide, gdzie uzyskał dyplom Master of Business Administration. Karierę zawodową rozpoczął w 1995 jako pracownik biura senatora Roberta Hilla. W 1997 został doradcą stanowego ministra turystyki, zatrudnienia i młodzieży w Australii Południowej. W roku 2000 został zatrudniony przez Australijski Związek Hoteli na stanowisku szefa public relations. W latach 2001–2002 ponownie pracował dla ministra turystyki Australii Południowej, tym razem jako szef jego personelu politycznego. W latach 2002–2007 był dyrektorem w Australijskiej Federacji Winiarzy.

### Kariera polityczna
Już od czasów studenckich udzielał się w młodzieżówce LPA, w latach 1993-1994 kierował jej kołem na swojej uczelni, zaś w latach 1993-1999 należał do jej władz stanowych w Australii Południowej. Trzykrotnie (1998-2000, 2003-2004, 2005-2007) zasiadał też w zarządzie stanowym całej LPA. Podczas pierwszej z tych kadencji pełnił stanowisko koordynatora ds. programowych, zaś podczas dwóch kolejnych okresów pracy w zarządzie stanowym był jego wiceprzewodniczącym.
W 2004 był kandydatem LPA do Izby Reprezentantów w okręgu wyborczym Hindmarsh, ale uległ kandydatowi Australijskiej Partii Pracy (ALP). W 2007 został wybrany do Senatu Australii decyzją Parlamentu Australii Południowej, który musiał uzupełnić miejsce wakujące po śmierci senator Jeannie Ferris. Jeszcze w tym samym roku otrzymał w wyborach powszechnych mandat na pełną kadencję, zaś w 2013 uzyskał pierwszą reelekcję. W 2013 wszedł do szerokiego składu rządu jako wiceminister środowiska w randze sekretarza parlamentarnego. W latach 2014–2015 był wiceministrem edukacji i kształcenia. We wrześniu 2015 nowy premier Malcolm Turnbull powierzył mu kierowanie tym resortem i awansował do składu gabinetu.